# Anna Bodén (fotbollsspelare)
Anna Bodén född 1986 i Skellefteå är en svensk fotbollsspelare som bland annat spelat i juniorlandslaget (U-17, U-18, U-19, U-21). Bodén tillhör Sunnanå SK.